# Huántar
Huantar, fundado como San Gregorio de Huancar en 1572, es un pueblo peruano, capital del distrito homónimo, forma parte de la provincia de Huari, localizado al sur de la denominada zona de Conchucos en el departamento de Áncash, a unos 100 km de Huaraz, capital de la región y a 550 km de Lima. Cuenta con una población aproximada de 500 habitantes, ubicada a una altitud media de 3000 m s. n. m. Presenta un clima semio frío y lluvioso con temperaturas promedio de 20 °C en verano y 14 °C en invierno.

## Historia
Los primeros españoles que llegaron al valle del río Mosna fue la compañía de avanzada comandada por Hernando Pizarro y Miguel Estete en 1532, quienes retornaban de Pachacámac guiados por el general inca Calcuchímac, este les narró que los huaris lucharon bravamente contra los cusqueños durante el reinado de Huayna Cápac. La expedición entró al valle el 2 de abril de 1533 (juliano) desde Pindosmarca (Pincos) y llegó al poblado de Guari (Huaritambo) donde Huayna Cápac tenía una casa, continuaron el viaje hacia Huancabamba y Piscobamba.
Los habitantes del grupo étnico huari se rindieron sin resistencia a los conquistadores españoles con el propósito de liberarse de los incas. Pocos años después, los españoles iniciaron con la repartición de estas tierras y la fundación de obrajes e ingenios para sacar provecho de la mano de obra indígena. 
Tras la conquista, Francisco Pizarro adscribió el territorio de Huari a la encomienda de Allauca Huari, que comprendía todo el territorio entre la margen occidental del río Mosna y la Cordillera Blanca. Fue poseedor de esta encomienda, el conquistador Juan Esteban Silvestre, que la poseyó entre 1540 y 1560, año en que la transfirió a la Corona Real bajo el reinado de Felipe II. Desde entonces durante lo que duró el virreinato, Huari pasó a llamarse Huari del Rey.
En 1572 el virrey Francisco de Toledo impulsó la fundación de las reducciones de indios, estas fueron poblaciones de nativos con plaza mayor, iglesia, cabildo y solares propios, ya que, hasta entonces la población originaria de los Andes vivía diseminada en pequeños caseríos y dicha medida facilitaba las labores de adoctrinamiento a la fe católica, y a la vez permitía una mejor administración civil por parte de las autoridades coloniales. La fundación del pueblo fue encargada al capitán y adelantado de Huánuco, Alonso de Santoyo y Valverde, los tres pueblos fundados a usanza española ese año fueron Santo Domingo de Huari como cabeza de doctrina, San Gregorio de Huancar y San Juan de Yacya. Participaron en dicho acto, el capitán Santoyo, Gregorio Carhuatocto como curaca de Guancar y evangelizadores dominicos.

El repartimiento de Allauca Guari de la corona real, tiene 826 yndios tributarios y 4240 personas reduzidos en tres pueblos llamados San Gregorio de Guancar, San Juan de Yaquia y Santo Domingo de Guari.
 Martín Enríquez de Almansa - Virrey del Perú. «Relación de oficios que proveen en la gobernación de los reinos y provincias del Perú. (1583).». Consultado el 23 de abril de 2025.